# Zhao Dan (skeleton)
Pour l’article homonyme, voir Zhao Dan pour l'acteur chinois.
Dans ce nom chinois, le nom de famille, Zhao, précède le nom personnel.
Zhao Dan (chinois simplifié : 赵丹), née le 14 décembre 2002 à Hohhot en Mongolie-Intérieure, est une skeletoneuse chinoise.

## Carrière sportive
Zhao Dan a d'abord pratiqué le triple-saut au collège remportant en 2018 les épreuves de saut en longueur et de triple saut chez les moins de 18 ans aux 14e Jeux de la région autonome de Mongolie intérieure. Elle rejoint l'équipe nationale de skeleton en octobre 2018.
En 2019, Zhao Dan remporte les Youth Skeleton Series organisée à Park City et un quota pour les prochains Jeux olympiques de la jeunesse d'hiver de 2020 ; elle se classera septième de l'épreuve individuelle après avoir pourtant dominé dans les premières manches.
En 2021, lors de la Coupe Intercontinentale d'Innsbruck, Zhao remporte son premier championnat individuel
En février 2022, Zhao Dan participe à la compétition de skeleton féminin aux Jeux olympiques d'hiver de 2022 et elle est désignée porte-drapeau de la délégation chinoise à la cérémonie d'ouverture; quatrième après les deux premières manche, elle se classe finalement neuvième avec un temps total de 4 minutes 09,52 secondes.
Le 17 novembre 2023, Zhao Dan remporte la deuxième place en skeleton féminin à Yanqing lors de la première épreuve de la saison 2023-2024 en coupe du monde , première médaille remportée par une athlète chinoise en skeleton.
Lors de la saison suivante, elle décroche sa première victoire sur cette même piste de Yanqing le 23 novembre 2024. En janvier 2025, elle remporte le titre en relais mixte avec Lin Qinwei dans la septième épreuve à Winterberg. Lors des championnats du monde 2025, elle se classe seulement 15e en individuelle ; lors de l'épreuve du relais mixte, elle remporte le bronze avec Lin Qinwei.

## Palmarès

### Championnats du monde
- Lake Placid 2025 :  médaille de bronze en relais mixte.

### Coupe du monde
- 2 podiums individuels : 1 victoire, 1 deuxième place.
- 1 podium en épreuve mixte :  1 victoire.